# همه‌پرسی استقلال
همه پرسی استقلال نوعی از همه پرسی است که در آن ساکنان یک منطقه تصمیم می گیرند که آیا این منطقه باید به عنوان یک کشور مستقل شناخته شود یا خیر. رفراندوم استقلال که منجر به رای به استقلال شود، همیشه در نهایت به استقلال منجر نمی شود و در بسیاری موارد جنگ های سیاسی و داخلی را به همراه دارد.

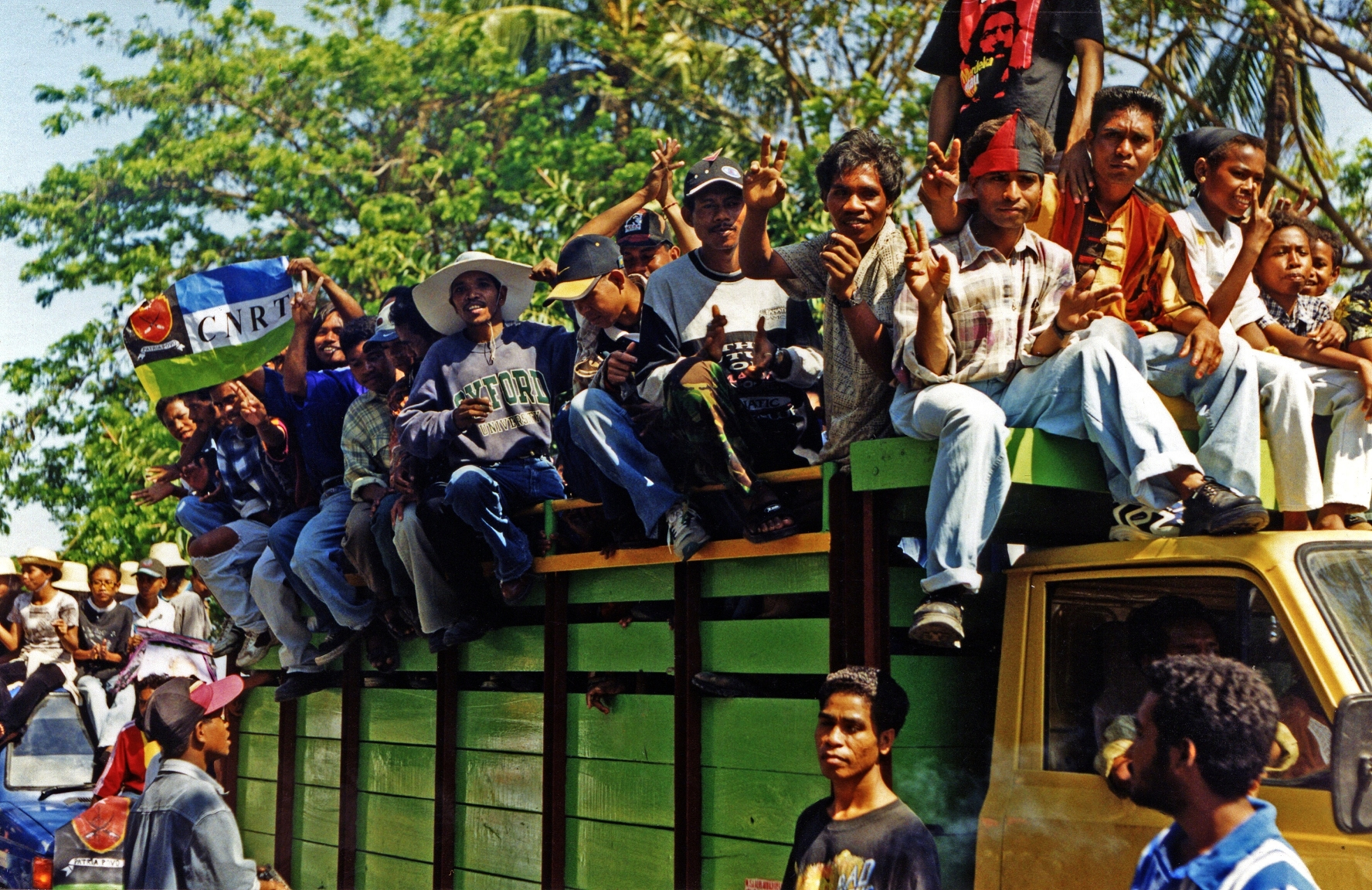
همه پرسی استقلال تیمور شرقی در سال ۱۹۹۹

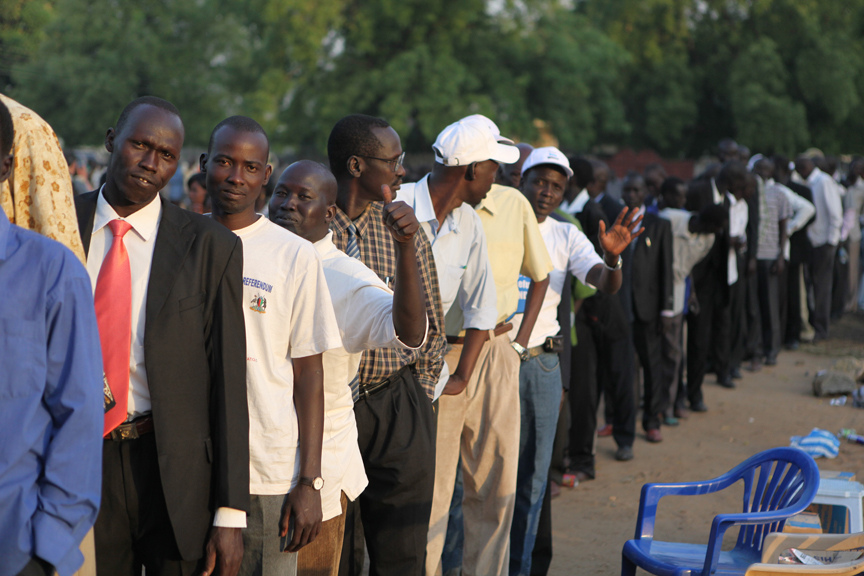
همه پرسی استقلال سودان جنوبی در سال ۲۰۱۱

## روش
همه پرسی استقلال معمولاً نخست پس از موفقیت سیاسی ملی گرایان یک منطقه در مجلس یا سایر موارد به وجود می آید. این اتفاق می تواند در انتخاب سیاستمداران یا احزاب با سیاست های جدایی طلبانه یا تحت فشار سازمان های ملی گرا صورت گرفته باشد.

### مذاکرات
غالبا مذاکرات برای شرایط رفراندوم استقلال بین ملی گراها و دولتی که حاکمیت خود را بر سرزمین مورد مناقشه اعمال می کند انجام می شود. اگر بتوان شرایط را به گونه ای سالمت آمیز مورد توافق قرار داد، آنگاه رفراندوم استقلال می تواند برگزار شود که نتیجه آن الزام آور و مورد احترام جامعه جهانی باشد. همه پرسی استقلال را می توان بدون رضایت یک دولت ملی یا دولت فدرال برگزار کرد ( که دولت مرکزی آنرا به رسمیت نشناسد ) ، سپس جامعه بین المللی برای تصمیم گیری در مورد اینکه آیا نتیجه می تواند به رسمیت شناخته شود یا خیر، بر چندین عامل دیگر تکیه می کند، مثلاً آیا مردم محلی توسط دولت مرکزی سرکوب شده اند یا خیر. همواره مسائل حقوق بشری و نقض آشکار آن بر سیاست های جهانی تأثیر مستقیم می گذارد.

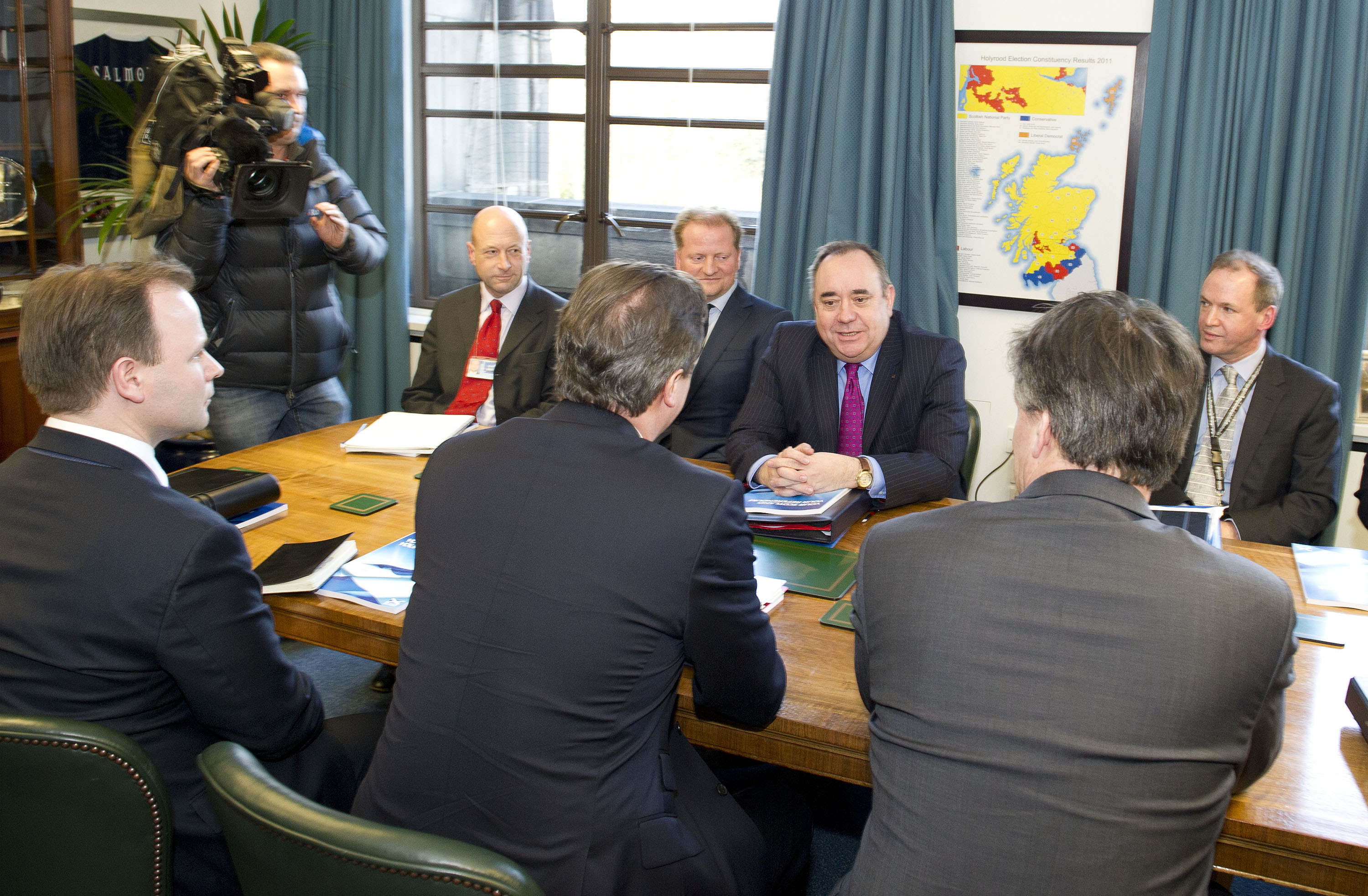
نمایندگان دولت اسکاتلند و دولت مرکزی بریتانیا در مورد همه پرسی استقلال اسکاتلند در سال ۲۰۱۴ بحث می کنند.

در گفتگوها و مذاکرات استقلال می توان موضوعات وناگونی همچون تاریخ و زمان همه پرسی ( یا نظرسنجی) و همچنین صلاحیت رأی دهندگان را مورد بحث قرار داد. برای این موارد، شیوه های رایج انتخاباتی اغلب به طور گسترده مورد استفاده قرار می گیرد، اگرچه می تواند دچار انحرافاتی از موضوع اصلی باشد. برای مثال در همه پرسی استقلال اسکاتلند در سال ۲۰۱۴ کاهش سن رای دادن دیده می شود.
سایر موضوعات مورد مذاکره شامل این است که چه پرسش یا پرسش هایی باید در برگه رای باشد و چه گزینه هایی برای رای دادن می تواند وجود داشته باشد. همه پرسی استقلال می تواند گزینه ها و راهکارهایی برای خودمختاری بیشتر و یا به جای وضعیت موجود ارائه دهد. آنها همچنین می توانند سایر پرسش های قانون اساسی را برای رفراندوم و همه پرسی مطرح کنند. اگر طرفهای درگیر در مذاکرات آنها را بیش از حد پیشرو بدانند، ممکن است سؤالاتی که همه پرسی مطرح می کنند، تجدید نظر و با پرسش هایی جدید جایگزین شود تا ابهامی نباشد.
گفتگوها به طور ویژه باید به آنچه که یک نتیجه را الزام آور می کند، رسیدگی کنند. برای برخی نمونه ها از همه پرسی استقلال، اکثرا یک پرسش و پاسخ ساده برای یک گزینه لازم است. در موارد دیگر، می توان از یک سهمیه استفاده کرد، که در آن درصد معینی از آرا یا رای دهندگان باید طرفدار یکی از دو گزینه ی مطرح شده باشند تا نتیجه آن الزام آور باشد.
غالبا دستیابی به مذاکرات موفقیت آمیز برای ناسیونالیست ها دشوار است، زیرا دولت ها تمایلی به چشم پوشی از حاکمیت خود بر هیچ منطقه ای ندارند. به عنوان مثال، ملی گرایان قصد داشتند در سال ۲۰۱۴ در کاتالونیا همه پرسی برگزار کنند، اما با مخالفت دولت اسپانیا مواجه شدند. در نتیجه همه پرسی که برگزار شد غیر رسمی و غیر الزام آور بود و نتیجه ی دلخواه ناسیونالیست ها را در بر نداشت.

### عواقب
در صورت رای اکثریت به استقلال، ممکن است مذاکراتی در مورد شرایط جدایی سرزمین مورد مناقشه از طرف دولت خودخوانده مستقل و دولت حاکم بر سرزمین انجام شود. سپس اعلامیه استقلال برای یک کشور جدید صادر می شود. این اعلامیه میتواند به به رسمیت شناختن بین المللی و همچنین عضویت در سازمان های بین المللی مانند سازمان ملل کمک کند. در مواردی که شامل همه پرسی غیر الزام آور است، این امر می تواند منجر به اعلام استقلال یکجانبه شود. در نتیجه شرایط مذکور، کشورهایی که تا حدی به رسمیت شناخته شده یا خود خوانده شوند ، مانند همه پرسی وضعیت دونباس، به وجود می آید. کشورها غالبا سیاست های مختلفی را در این زمینه در پیش میگیرند.

در صورت رای مخالف استقلال، ممکن است همچنان یک جنبش ملی گرای قدرتمند وجود داشته باشد و علیرغم شکست، خواستار برگزاری مجدد همه پرسی استقلال شود. به عنوان مثال، پس از دو رفراندوم در کبک ، حزب کبکوا همچنان چشم‌انداز برگزاری همه‌پرسی دیگر را مطرح می‌کند. و حزب ملی اسکاتلند معتقد است که اکنون که بریتانیا اتحادیه اروپا را ترک کرده است، همه‌پرسی ۲۰۱۴ تکرار شود تا آنها بتوانند دوباره بخشی از اتحادیه اروپا باشند.

## همه پرسی های گذشته استقلال
| دولت پیشنهادی                  | سال       | پیشنهاد استقلال از                  | اکثریت برای استقلال                                   | استقلال                        | رسمیت نتیجه | یادداشت |
| ------------------------------ | --------- | ----------------------------------- | ----------------------------------------------------- | ------------------------------ | ----------- | --- |
| شیلی                           | ۱۸۱۷      | اسپانیا                             | آری                                                   | آری                            | نه          | Unilaterally declared independence. |
| لیبریا                         | ۱۸۴۶      | American Colonization Society       | آری                                                   | آری                            | آری         | |
| مریلند                         | ۱۸۵۳      | Maryland State Colonization Society | آری                                                   | آری                            | آری         | |
| نروژ                           | ۱۹۰۵      | سوئد-نروژ                           | آری                                                   | آری                            | آری         | |
| ایسلند                         | ۱۹۱۸      | قلمروی دانمارک                      | آری                                                   | آری                            | آری         | |
| Western Australia              | ۱۹۳۳      | استرالیا                            | آری                                                   | نه                             | نه          | |
| کامبوج                         | ۱۹۴۵      | فرانسه                              | آری                                                   | آری                            | آری         | |
| مغولستان                       | ۱۹۴۵      | چین                                 | آری                                                   | آری                            | آری         | Initially recognized by the Republic of China, but recognition was abolished in 1953; recognized by the People's Republic of China.                                                 |
| جزایر فارو                     | ۱۹۴۶      | قلمروی دانمارک                      | آری                                                   | نه                             | نه          | Independence declaration annulled by Denmark. |
| دومینیون نیوفاندلند            | ۱۹۴۸      | بریتانیا                            | نه                                                    | نه                             | آری         | Integrated with Canada. |
| ناگالند                        | ۱۹۵۱      | هند                                 | آری                                                   | نه                             | نه          | Unrecognized by the government of India. |
| زارلند                         | ۱۹۵۵      | فرانسه                              | نه                                                    | نه                             | آری         | Integrated with West Germany. |
| Cameroon                       | ۱۹۵۸      | فرانسه                              | نه                                                    | نه                             | آری         | Referendum on a new French constitution. A no vote would have led to independence.                                                                                                  |
| جمهوری آفریقای مرکزی           | ۱۹۵۸      | فرانسه                              | نه                                                    | نه                             | آری         | Referendum on a new French constitution. A no vote would have led to independence.                                                                                                  |
| چاد                            | ۱۹۵۸      | فرانسه                              | نه                                                    | نه                             | آری         | Referendum on a new French constitution. A no vote would have led to independence.                                                                                                  |
| Comoros                        | ۱۹۵۸      | فرانسه                              | نه                                                    | نه                             | آری         | Referendum on a new French constitution. A no vote would have led to independence.                                                                                                  |
| جمهوری کنگو                    | ۱۹۵۸      | فرانسه                              | نه                                                    | نه                             | آری         | Referendum on a new French constitution. A no vote would have led to independence.                                                                                                  |
| جمهوری داهومی                  | ۱۹۵۸      | فرانسه                              | نه                                                    | نه                             | آری         | Referendum on a new French constitution. A no vote would have led to independence.                                                                                                  |
| Djibouti                       | ۱۹۵۸      | فرانسه                              | نه                                                    | نه                             | آری         | Referendum on a new French constitution. A no vote would have led to independence.                                                                                                  |
| French Polynesia               | ۱۹۵۸      | فرانسه                              | نه                                                    | نه                             | آری         | Referendum on a new French constitution. A no vote would have led to independence.                                                                                                  |
| Gabon                          | ۱۹۵۸      | فرانسه                              | نه                                                    | نه                             | آری         | Referendum on a new French constitution. A no vote would have led to independence.                                                                                                  |
| گینه                           | ۱۹۵۸      | فرانسه                              | آری                                                   | آری                            | آری         | Referendum on a new French constitution. A no vote would have led to independence.                                                                                                  |
| ساحل عاج                       | ۱۹۵۸      | فرانسه                              | نه                                                    | نه                             | آری         | Referendum on a new French constitution. A no vote would have led to independence.                                                                                                  |
| ماداگاسکار                     | ۱۹۵۸      | فرانسه                              | نه                                                    | نه                             | آری         | Referendum on a new French constitution. A no vote would have led to independence.                                                                                                  |
| مالی                           | ۱۹۵۸      | فرانسه                              | نه                                                    | نه                             | آری         | Referendum on a new French constitution. A no vote would have led to independence.                                                                                                  |
| موریتانی                       | ۱۹۵۸      | فرانسه                              | نه                                                    | نه                             | آری         | Referendum on a new French constitution. A no vote would have led to independence.                                                                                                  |
| کالدونیای جدید                 | ۱۹۵۸      | فرانسه                              | نه                                                    | نه                             | آری         | Referendum on a new French constitution. A no vote would have led to independence.                                                                                                  |
| نیجر                           | ۱۹۵۸      | فرانسه                              | نه                                                    | نه                             | آری         | Referendum on a new French constitution. A no vote would have led to independence.                                                                                                  |
| سنت پیر و ماژلان               | ۱۹۵۸      | فرانسه                              | نه                                                    | نه                             | آری         | Referendum on a new French constitution. A no vote would have led to independence.                                                                                                  |
| سنگال                          | ۱۹۵۸      | فرانسه                              | نه                                                    | نه                             | آری         | Referendum on a new French constitution. A no vote would have led to independence.                                                                                                  |
| جمهوری ولتای علیا              | ۱۹۵۸      | فرانسه                              | نه                                                    | نه                             | آری         | Referendum on a new French constitution. A no vote would have led to independence.                                                                                                  |
| ساموآ                          | ۱۹۶۱      | نیوزیلند                            | آری                                                   | آری                            | آری         | |
| الجزایر                        | ۱۹۶۲      | فرانسه                              | آری                                                   | آری                            | آری         | |
| Malta                          | ۱۹۶۴      | بریتانیا                            | آری                                                   | آری                            | آری         | |
| رودزیا                         | ۱۹۶۴      | بریتانیا                            | آری                                                   | De facto                       | نه          | Unilaterally declared independence. |
| جیبوتی                         | ۱۹۶۷      | فرانسه                              | نه                                                    | نه                             | آری         | |
| پورتوریکو                      | ۱۹۶۷      | ایالات متحده آمریکا                 | نه                                                    | نه                             | آری         | |
| جمهوری غرب پاپوآ               | 1969      | اندونزی                             | نه                                                    | نه                             | آری         | |
| جزایر ماریانای شمالی           | ۱۹۶۹      | ایالات متحده آمریکا                 | نه                                                    | نه                             | آری         | |
| بحرین                          | ۱۹۷۰      | بریتانیا                            | آری                                                   | آری                            | آری         | |
| نیووی                          | ۱۹۷۴      | نیوزیلند                            | Majority for associated status                        | Associated status achieved     | آری         | Became an associated state of New Zealand. |
| کومور                          | ۱۹۷۴      | فرانسه                              | آری                                                   | آری                            | آری         | Mayotte remained with France. |
| قلمرو تراست جزایر اقیانوس آرام | ۱۹۷۵      | ایالات متحده آمریکا                 | نه                                                    | نه                             | آری         | |
| گوآم                           | ۱۹۷۶      | ایالات متحده آمریکا                 | نه                                                    | نه                             | آری         | |
| آروبا                          | ۱۹۷۷      | هلند                                | آری                                                   | نه                             | آری         | Independence plans dropped in 1994. |
| جیبوتی                         | ۱۹۷۷      | فرانسه                              | آری                                                   | آری                            | آری         | |
| نویس (جزیره)                   | ۱۹۷۷      | Saint Christopher-Nevis-Anguilla    | آری                                                   | نه                             | نه          | Unofficial referendum to become independent from Saint Christopher-Nevis-Anguilla and attain Crown colony status within the British Empire. Unrecognized by the central government. |
| استان کبک                      | ۱۹۸۰      | کانادا                              | نه                                                    | نه                             | آری         | |
| سیسکی                          | ۱۹۸۰      | آفریقای جنوبی                       | آری                                                   | De facto                       | بخشی        | Recognized by South Africa; not by the international community. |
| گوآم                           | 1982      | ایالات متحده آمریکا                 | نه                                                    | نه                             | آری         | |
| ایالات فدرال میکرونزی          | ۱۹۸۳      | ایالات متحده آمریکا                 | آری                                                   | آری                            | آری         | Became an associated state of the United States. |
| جزایر مارشال                   | ۱۹۸۳      | ایالات متحده آمریکا                 | نه                                                    | نه                             | آری         | |
| پالائو                         | ۱۹۸۳      | ایالات متحده آمریکا                 | نه                                                    | نه                             | آری         | Became an associated state of the United States. |
| پالائو                         | ۱۹۸۴      | ایالات متحده آمریکا                 | نه                                                    | نه                             | آری         | Became an associated state of the United States. |
| جزایر کوکوس                    | ۱۹۸۴      | استرالیا                            | نه                                                    | نه                             | آری         | |
| جزایر فالکلند                  | ۱۹۸۶      | بریتانیا                            | نه                                                    | نه                             | آری         | |
| کالدونیای جدید                 | ۱۹۸۷      | فرانسه                              | نه                                                    | نه                             | آری         | |
| اسلوونی                        | ۱۹۹۰      | جمهوری فدرال سوسیالیستی یوگسلاوی    | آری                                                   | آری                            | آری         | Unilaterally declared independence. |
| ارمنستان                       | ۱۹۹۱      | اتحاد جماهیر شوروی                  | آری                                                   | آری                            | آری         | |
| جمهوری آذربایجان               | ۱۹۹۱      | اتحاد جماهیر شوروی                  | آری                                                   | آری                            | آری         | |
| کرواسی                         | ۱۹۹۱      | جمهوری فدرال سوسیالیستی یوگسلاوی    | آری                                                   | آری                            | آری         | Unilaterally declared independence. |
| استونی                         | ۱۹۹۱      | اتحاد جماهیر شوروی                  | آری                                                   | آری                            | آری         | |
| گرجستان                        | ۱۹۹۱      | اتحاد جماهیر شوروی                  | آری                                                   | آری                            | آری         | |
| کوزاوا                         | ۱۹۹۱      | جمهوری فدرال سوسیالیستی یوگسلاوی    | آری                                                   | نه                             | نه          | تنها توسط آلبانی به رسمیت شناخته شد. |
| لتونی                          | ۱۹۹۱      | اتحاد جماهیر شوروی                  | آری                                                   | آری                            | آری         | |
| لیتوانی                        | ۱۹۹۱      | اتحاد جماهیر شوروی                  | آری                                                   | آری                            | آری         | |
| مقدونیه شمالی                  | ۱۹۹۱      | جمهوری فدرال سوسیالیستی یوگسلاوی    | آری                                                   | آری                            | آری         | |
| جمهوری آرتساخ                  | ۱۹۹۱      | اتحاد جماهیر شوروی                  | آری                                                   | De facto                       | نه          | Unilaterally declared independence. |
| اوکراین                        | ۱۹۹۱      | اتحاد جماهیر شوروی                  | آری                                                   | آری                            | آری         | |
| ترانس‌نیستریا                   | ۱۹۹۱      | اتحاد جماهیر شوروی                  | آری                                                   | De facto                       | نه          | Unilaterally declared independence. |
| جمهوری گاگوز                   | ۱۹۹۱      | اتحاد جماهیر شوروی                  | آری                                                   | De facto                       | نه          | Unilaterally separated from Moldova; reintegrated into the country in 1995. |
| ترکمنستان                      | ۱۹۹۱      | اتحاد جماهیر شوروی                  | آری                                                   | آری                            | آری         | |
| ازبکستان                       | ۱۹۹۱      | اتحاد جماهیر شوروی                  | آری                                                   | آری                            | آری         | |
| Bosnia and Herzegovina         | ۱۹۹۲      | جمهوری فدرال سوسیالیستی یوگسلاوی    | آری                                                   | آری                            | آری         | Unilaterally declared independence. |
| جمهوری سوسیالیستی مونته‌نگرو    | ۱۹۹۲      | جمهوری فدرال سوسیالیستی یوگسلاوی    | نه                                                    | نه                             | آری         | Montenegro split from Serbia and Montenegro in 2006. |
| اوستیای جنوبی                  | ۱۹۹۲      | گرجستان                             | آری                                                   | De facto                       | نه          | Unilaterally declared independence. |
| تاتارستان                      | ۱۹۹۲      | روسیه                               | آری                                                   | آری                            | نه          | Reintegrated with Russia in 1994. |
| اریتره                         | ۱۹۹۳      | اتیوپی                              | آری                                                   | آری                            | آری         | |
| جزایر ویرجین ایالات متحده      | ۱۹۹۳      | ایالات متحده آمریکا                 | نه                                                    | نه                             | آری         | |
| پورتوریکو                      | ۱۹۹۳      | ایالات متحده آمریکا                 | نه                                                    | نه                             | آری         | |
| کوراسائو                       | 1993      | پادشاهی هلند                        | نه                                                    | نه                             | آری         | |
| بونیر                          | ۱۹۹۴      | پادشاهی هلند                        | نه                                                    | نه                             | آری         | |
| سنت مارتین                     | ۱۹۹۴      | پادشاهی هلند                        | نه                                                    | نه                             | آری         | |
| سابا                           | ۱۹۹۴      | پادشاهی هلند                        | نه                                                    | نه                             | آری         | |
| سینت یوستیشس                   | ۱۹۹۴      | پادشاهی هلند                        | نه                                                    | نه                             | آری         | |
| برمودا                         | ۱۹۹۵      | بریتانیا                            | نه                                                    | نه                             | آری         | |
| استان کبک                      | ۱۹۹۵      | کانادا                              | نه                                                    | نه                             | آری         | |
| سبورگا                         | 1995      | ایتالیا                             | آری                                                   | نه                             | نه          | Regarded as a micronation. |
| آنژوان                         | ۱۹۹۷      | کومور                               | آری                                                   | De facto                       | نه          | Reintegrated with the Comoros in 2001. |
| نویس (جزیره)                   | ۱۹۹۸      | سنت کیتس و نویس                     | آری                                                   | نه                             | آری         | 2/3 majority was required for independence. |
| پورتوریکو                      | ۱۹۹۸      | ایالات متحده آمریکا                 | نه                                                    | نه                             | آری         | |
| تیمور شرقی                     | ۱۹۹۹      | اندونزی                             | آری                                                   | آری                            | آری         | |
| سنت مارتین                     | ۲۰۰۰      | پادشاهی هلند                        | نه                                                    | نه                             | آری         | |
| سومالی‌لند                      | ۲۰۰۱      | سومالی                              | آری                                                   | De facto                       | نه          | |
| بونیر                          | ۲۰۰۴      | پادشاهی هلند                        | نه                                                    | نه                             | آری         | |
| سابا                           | ۲۰۰۴      | پادشاهی هلند                        | نه                                                    | نه                             | آری         | |
| اقلیم کردستان عراق             | ۲۰۰۵      | عراق                                | آری                                                   | نه                             | نه          | |
| کوراسائو                       | 2005      | پادشاهی هلند                        | نه                                                    | نه                             | آری         | |
| سینت یوستیشس                   | ۲۰۰۵      | پادشاهی هلند                        | نه                                                    | نه                             | آری         | |
| مونته‌نگرو                      | ۲۰۰۶      | صربستان و مونته‌نگرو                 | آری                                                   | آری                            | آری         | |
| اوستیای جنوبی                  | ۲۰۰۶      | گرجستان                             | آری                                                   | De facto                       | نه          | |
| ترانس‌نیستریا                   | ۲۰۰۶      | مولدووا                             | آری                                                   | De facto                       | نه          | |
| توکلائو                        | ۲۰۰۶      | نیوزیلند                            | Majority for associated status but Quorum not reached | Associated status not achieved | آری         | The referendum was on whether Tokelau should become an associated state of New Zealand. 2/3 majority was required.                                                                  |
| توکلائو                        | ۲۰۰۷      | نیوزیلند                            | Majority for associated status but Quorum not reached | Associated status not achieved | آری         | The referendum was on whether Tokelau should become an associated state of New Zealand. 2/3 majority was required.                                                                  |
| Tamil Eelam                    | ۲۰۰۹-۲۰۱۰ | سری‌لانکا                            | آری                                                   | نه                             | نه          | Unofficial referendum. Unrecognized by the government of Sri Lanka. |
| سودان جنوبی                    | ۲۰۱۱      | سودان                               | آری                                                   | آری                            | آری         | |
| پورتوریکو                      | ۲۰۱۲      | ایالات متحده آمریکا                 | نه                                                    | نه                             | آری         | |
| دونتسک                         | ۲۰۱۴      | اوکراین                             | آری                                                   | De facto                       | نه          | Unilaterally declared independence. |
| لوهانسک                        | ۲۰۱۴      | اوکراین                             | آری                                                   | De facto                       | نه          | Unilaterally declared independence. |
| ونتو                           | ۲۰۱۴      | ایتالیا                             | آری                                                   | نه                             | نه          | Unofficial referendum. Unrecognized by the government of Italy. |
| اسکاتلند                       | ۲۰۱۴      | بریتانیا                            | نه                                                    | نه                             | آری         | |
| کاتالونیا                      | ۲۰۱۴      | اسپانیا                             | آری                                                   | نه                             | نه          | |
| سینت یوستیشس                   | ۲۰۱۴      | پادشاهی هلند                        | نه                                                    | نه                             | آری         | |
| جنوب برزیل                     | ۲۰۱۶      | برزیل                               | آری                                                   | نه                             | نه          | Unofficial referendum. Unrecognized by the government of Brazil. |
| پورتوریکو                      | ۲۰۱۷      | ایالات متحده آمریکا                 | نه                                                    | نه                             | آری         | |
| اقلیم کردستان عراق             | ۲۰۱۷      | عراق                                | آری                                                   | نه                             | نه          | The referendum also took place in the disputed territories of Northern Iraq. |
| کاتالونیا                      | ۲۰۱۷      | اسپانیا                             | آری                                                   | نه                             | نه          | Unilaterally declared independence. Declaration annulled by the government of Spain.                                                                                                |
| جنوب برزیل                     | ۲۰۱۷      | برزیل                               | آری                                                   | نه                             | نه          | Unofficial referendum. Unrecognized by the government of Brazil. |
| کالدونیای جدید                 | ۲۰۱۸      | فرانسه                              | نه                                                    | نه                             | آری         | |
| منطقه خودمختار بوگن‌ویل         | ۲۰۱۹      | پاپوآ گینه نو                       | آری                                                   | Subject to negotiation         | آری         | Nonbinding vote. Independence rests with Papua New Guinea's parliament. |
| کالدونیای جدید                 | ۲۰۲۰      | فرانسه                              | نه                                                    | نه                             | آری         | |
| کالدونیای جدید                 | ۲۰۲۱      | فرانسه                              | نه                                                    | نه                             | آری         | Boycotted by pro-independence parties. |

## بیشتر خواندن
- هارگایندگی، جی.-بی. ، سانچز، ES، و سانچز، AS (2021). " چرا ایالت های مرکزی برگزاری همه پرسی استقلال را می پذیرند؟ تحلیل نقش مناطق حاشیه ای ایالت. " مطالعات انتخاباتی .
- یووه جی کورتس ریورا (2020). " ایجاد دولت های جدید: استفاده استراتژیک از همه پرسی در جنبش های جدایی. " قلمرو، سیاست، حکومت